# Pontia sherpae
Pontia sherpae är en fjärilsart som först beskrevs av Marc E. Epstein 1979.  Pontia sherpae ingår i släktet Pontia och familjen vitfjärilar.
Artens utbredningsområde är Nepal. Inga underarter finns listade i Catalogue of Life.